# Dimtsje Malenko
Dimtsje Malenko (Macedonisch: Димче Маленко) (Ohrid, 21 september 1919 - aldaar, 6 april 1990) was een Joegoslavisch-Macedonisch dichter en schrijver.